# Cecil Stanway Sugden
Sir Cecil Stanway Sugden GBE, KCB, britanski general, * 4. december 1903, † 25. marec 1963.

## Življenjepis
Po končanemu Kolidžu Brighton (Brighton College) je bil leta 1923 sprejet med Kraljeve inženirce kot častnik.
Med drugo svetovno vojno se je bojeval v Severni Afriki in bil od leta 1943 direktor za načrte v Vojni pisarni. Po vojni je leta 1945 postal direktor vojaških operacij v isti pisarni. Leta 1947 je bil kot generalštabni brigadir dodeljen Poveljstvu britanskih enot v Egiptu; naslednje leto je postal načelnik štaba v istem poveljstvu.
Leta 1949 se je vrnil v Vojno pisarno, pri čemer je postal direktor administracije osebja; na tem položaju je ostal do leta 1951, ko je bil imenovan za načelnika štaba Britanske kopenske vojske na Renu. Čez tri leta (1954) je postal poveljnik britanskih sil v Hong Kongu; tu je ostal do leta 1956, ko je bil imenovan za vrhovnega poveljnika Zavezniških sil Severna Evropa (Allied Forces Northern Europe; AFNORTH).
V letih 1958−61 je bil Quartermaster-General to the Forces, nato pa je postal Master-General of the Ordnance.